# Dance Again... The Hits
Dance Again... The Hits es el primer disco recopilatorio de los grandes éxitos de la cantante Jennifer López. El motivo es celebrar 13 años de carrera musical, el álbum incluye sus más exitosos sencillos incluidos desde su primer álbum On the 6 de 1999 hasta el disco más reciente Love? del 2012, además de incluir 2 temas nuevos. El álbum se publicó el 24 de julio de 2012 coincidiendo con en el cumpleaños de la cantante, mediante el sello discográfico Sony Music.
López previamente concebido tenía planes para un álbum de grandes éxitos en 2009, pero en su lugar optó por utilizar el material grabado para su séptimo álbum de estudio, Love?, que fue lanzado por Island Records mayo de 2011 después de su salida de Epic Records en 2010. Como López debía la etiqueta de un último álbum de cumplir su contrato, ella comenzó a trabajar en un nuevo álbum de grandes éxitos en noviembre de 2011. Más tarde se convirtió en seguro de si quería lanzar un álbum de grandes éxitos o un nuevo álbum de estudio, con el tiempo se decidió sobre el primero.
Dance Again ... The Hits incluye once canciones inéditas y dos nuevas grabaciones: "Dance Again" al lado del rapero cubano Pitbull y "Goin' In" al lado del rapero Flo Rida; de los cuales el primero obtuvo un mejor rendimiento en las listas de popularidad alrededor del mundo, mientras el segundo obtuvo un éxito moderado. Una edición de lujo del álbum también fue lanzado, con tres canciones inéditas adicionales y un DVD con una selección de once vídeos musicales. El álbum recibió críticas generalmente positivas de los críticos de música, que elogiaron como un reflejo del éxito de López.
Algunos críticos han expresado su decepción por la ausencia de varios singles de éxito, pero considera esto como impresionante, y señaló que esto puede haber sido debido a la gran cantidad de éxitos que ha producido en los últimos años. Dance Again... The Hits fue un éxito comercial moderado, con una posición entre los diez primeros en catorce listas de popularidad en países como Bélgica, Canadá, República Checa, Irlanda, Hungría, Italia, México, España, entre otros. En cuanto a los Estados Unidos el recopilatorio de éxitos logró ubicarse en el número 20 de la lista Billboard 200.

## Antecedentes

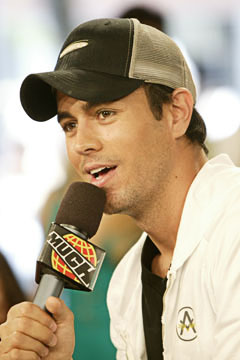
Enrique Iglesias, quien trabajó con López después de firmar con Island Records tras su salida de Epic Records.

Tras el éxito moderado y de crítica de su sexto álbum de estudio de Brave (2007), y durante el embarazo de los gemelos Max y Emme-López comenzó a trabajar en música nueva para un proyecto de futuro en el año 2008. El proyecto se mantuvo en secreto hasta febrero de 2009 cuando una nueva canción de las sesiones de grabación titulada "Hooked on You" se filtró en Internet. Después de la filtración de "Hooked on You", "One Love" y "What is Love?" (Más adelante re-titulado "(What Is) Love?") posteriormente se filtró en Internet en mayo. Las canciones filtradas fueron, en su momento, la intención de aparecer en un álbum de grandes éxitos, que más tarde se convirtió en un álbum de estudio.
"Louboutins", una canción escrita y producida por The-Dream y C. "Tricky" Stewart, fue lanzado como primer sencillo de Love? en noviembre de 2009. Sin embargo, una vez en libertad, la canción no pudo reunir suficiente AirPlay para trazar en una lista de popularidad, a pesar de entrar a la lista Billboard Dance Songs Hot Club de la revista Billboard en los Estados Unidos. López posteriormente dejó Epic Records en febrero de 2010, citando que había cumplido sus obligaciones contractuales y que ahora deseaba lanzar su séptimo álbum de estudio, Love?, bajo una nueva etiqueta. Su salida de la etiqueta detuvo temporalmente la producción en el álbum, sin embargo a la firma de un nuevo contrato con Island Records, grabación reanudado en el álbum. El New York Daily News reveló que López sería tomar algunos de los expedientes registrados en Sony Music Entertainment para su nuevo sello para que pudieran ser incluidos en el álbum.
"On the Floor", su primer sencillo con el sello, fue lanzado en febrero de 2011. La canción encabezó las listas de éxitos de todo el mundo, convirtiéndose en uno de los sencillos más exitosos del año y de la carrera de Jennifer López.  Tras la publicación de "On the Floor", Love? produjo dos singles éxito moderado: "I'm Into You" y "Papi", ambos de los cuales lideraron en los Estados Unidos en la lista  Billboard Hot Dance Club Chart Songs. En cambio el álbum Love? fue un éxito comercial moderado y fue visto como un regreso humilde de López, como muchos habían considerado su carrera musical más. Se anunció en noviembre de mismo año que López fue nuevamente trabajando en nuevo material para un álbum de grandes éxitos. El mes siguiente, López reveló que había estado jugando un poco de su nueva música para LA Reid, quien la contrató para Island Records y salió de la etiqueta para convertirse en el CEO y presidente de Epic Records. Esta especulación adicional que López había vuelto a Epic Records, que fue reportado por primera vez en julio. Los informes fueron confirmados más tarde falsa; López estaba de vuelta con Epic Records como había adeudados la etiqueta de un álbum final para poner fin a su contrato, a pesar de anunciar previamente que había cumplido con su contrato con ellos.

## Producción

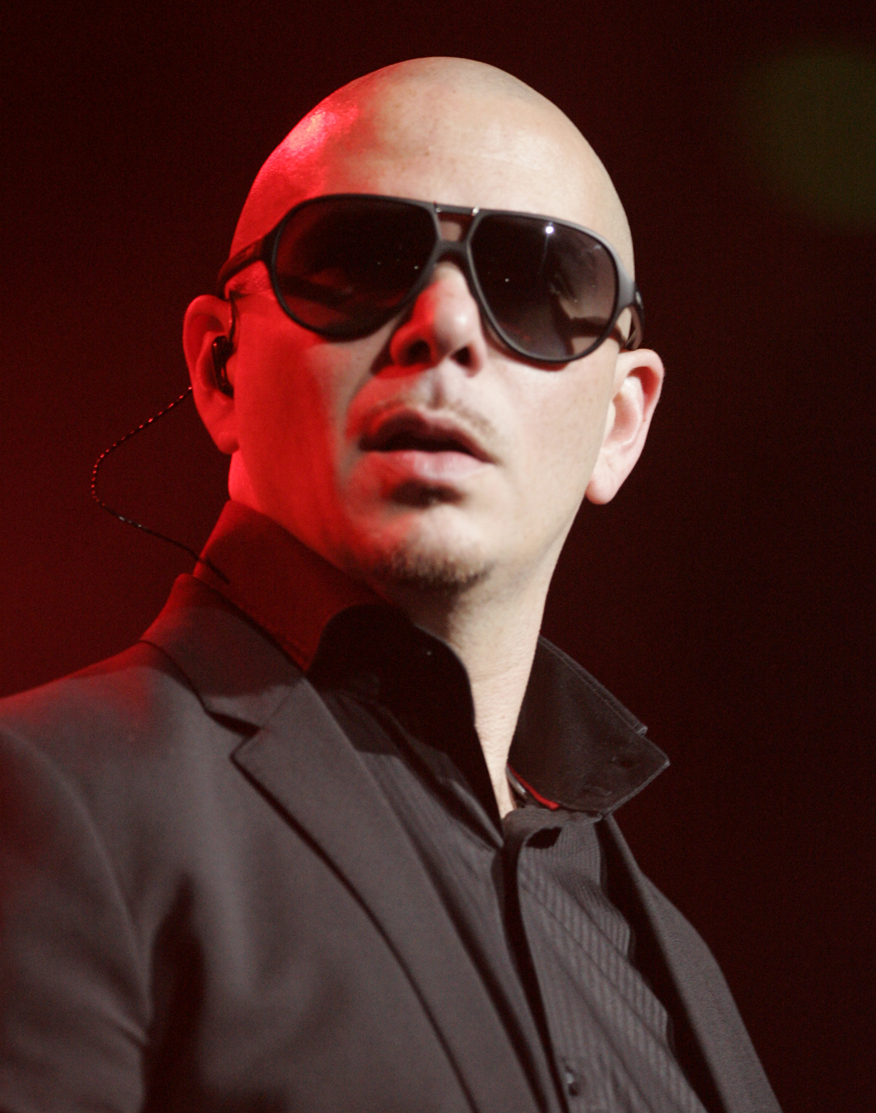
Después del éxito mundial de "On the Floor", López reunió a Pitbull (en la foto) para colaborar en el sencillo "Dance Again".

El título del álbum y la canción que se tomó como primer sencillo, "Dance Again", fue escrita por RedOne, Enrique Iglesias, Bilal "The Chef", AJ Junior y Pitbull. Después de escuchar una versión de demostración de la pista, ella rogó a Iglesias para que su expediente la canción fuera de ella, diciéndole que era "su canción". López, que estaba pasando por un divorcio con Marc Anthony y la "ruptura de una familia", se sentía como si la canción había llegado a ella en el "momento perfecto". De acuerdo con López, el período fue devastador porque la familia es muy importante para ella. López reveló: "Tuve que convertir eso en algo mejor", pensó: "Yo no te quiere simplemente sobrevivir, quiero salir mejor que eso". López no quiere ser "la mujer que se quedó en la cama durante meses". "Yo sabía que tenía que conseguir a través de él. Me bailo todos los días, me entreno, yo diría que un poco oración y todavía no se sienten mejor. Entonces me acuesto y me levanto al día siguiente y hacer todo de nuevo. Era un proceso, y muy poco a poco se puso un poco más fácil... que tenía que hacer para mis hijos. Tuve que pasar por ellos". Se reescribió partes de los versos que se relacionan mejor con sus experiencias. La canción "ayudó a levantarla de la oscuridad" y le dio espero de nuevo. Mirando hacia atrás en la canción, en diciembre de 2012, López declaró lo siguiente: "'Dance Again' se convirtió en mi himno... una expresión de lo que tenía que hacer en ese momento en mi vida y por lo que estaba tomando con mi carrera. Era una hermosa metáfora que se convirtió en mi realidad".

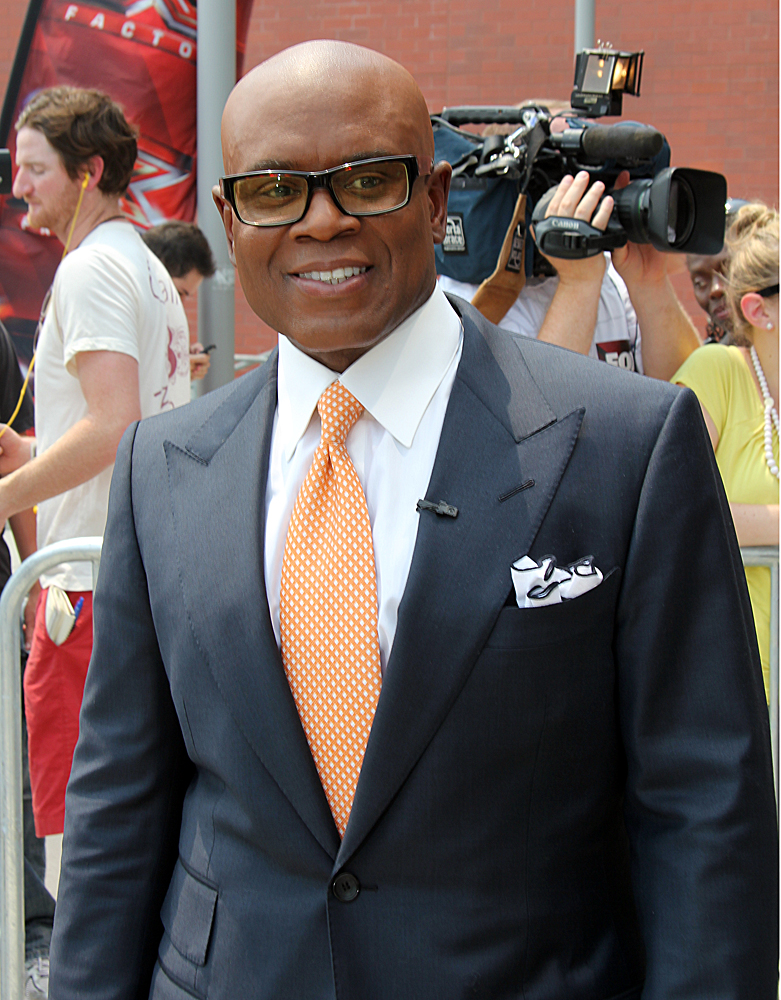
L.A. Reid firmó a López con Island Records después de su salida de Epic Records. Luego dejó Island para encabezar Epic.

La voz de López para "Dance Again" fueron organizadas por RedOne y producido por Kuk Harrell. Fueron grabadas en el Palacio de Pinky. La voz de Pitbull fueron grabados por Al Burna en Al Burna Studios, Miami, Florida. Chris "Tek" O'Ryan y Trevor Muzzy manejados ingeniería de audio de la canción, con la ayuda de Anthony Falcone y Peter Mack. O'Ryan y Trevor Muzzy estaban a cargo de la edición de vocal. Todos los instrumentos de la canción se juega y programa por RedOne, quien también produjo la canción. La canción fue posteriormente mezclado por Trevor Muzzy. En una entrevista con Ryan Seacrest, López reveló que le encantaba poder colaborar con RedOne y Pitbull de nuevo. Ella declaró: "Hemos tenido una gran química la última vez, y fue como 'Vamos a tener que hacer algo nuevo'". Y esta fue la canción perfecta. Me encanta el mensaje de la canción. Que cuando algo malo sucede, su vida no ha terminado. Usted tiene que levantarse. Vas a vivir. Vas a estar bien. Vas a bailar otra vez".
En cuanto a la canción "Goin' In" fue escrito por Michael Warren, Jamahl Listenbee, José Ángel, Coleridge Tillman, David Quiñones y Tramar Dillard. La voz de López fueron producidos por Harrell y registrados en el Palacio de Pinky. Josh Gudwin y O'Ryan manejados ingeniería de audio de la canción, con la asistencia de Falcone y Mack. La canción tiene voces adicionales de rapero Lil Jon. GoonRock producida y posteriormente se mezcla la canción junto a Kenny Moran en The House on the Hill Studios en Los Ángeles, California. De GoonRock, López comentó al afirmar que es "muy hacia adelante con su sonido". Después de grabar su voz para la canción, Flo Rida graba canciones como invitado de la canción. Las personas involucradas en la producción de la canción eran extremadamente contentos con la canción antes del rap de Flo Rida apareció en él, pero una vez que sus voces estaban en la canción que "se hizo cargo de la parte superior superior". Al elegir que quería presentar en la canción, López tenía varios otros raperos en mente, como Big Sean. López reveló: "Hemos tenido un par de personas que dijeron que sí, que iban a seguir adelante, pero Flo Rida nos pareció que era el perfecto". Explicó, además, que el estilo de la canción "realmente es en forma de Flo Rida". "Era media-dance, pero media un poco difícil también".

## Crítica
Dance Again... The Hits recibió críticas generalmente positivas de los críticos de música. En Metacritic —que asigna un normalizado de las clasificaciones de 100 las revisiones de los críticos de la corriente principal— el álbum recibió un promedio de calificación de 72 de 100, basado en cuatro exámenes, lo que indica "críticas generalmente favorables". Sal Cinquenmani de Slant Magazine escribió que la "Lo más que llama la atención" sobre la compilación es "cuántos golpes [que] ha acumulado en los últimos años". "Muchos, de hecho, que hay un puñado considerable de singles que falta de la edición estándar de la disco", usando su sencillo número uno "All I Have" como un ejemplo de esto. Dijo que de López "la producción ha sido nada si no es a la moda", y que "Dance Again... The Hits juega no sólo como una crónica de la carrera de un artista, sino de la música pop en su conjunto desde justo antes del cambio de siglo, con los géneros que abarca pop latino , R&B y el último baile renacimiento". Según Cinquenmani, el álbum también sirve como un "récord histórico" de que los raperos eran "en los últimos doce años más o menos", de Big Pun, Fat Joe, Ja Rule y Lil Wayne. llegó a la conclusión al afirmar que si el recopilatorio "demuestra algo" es que López es, "si no es la reina, por lo menos la duquesa de reinvención y nunca debe contarse a cabo".

## Desempeño comercial
Dance Again... The Hits obtuvo de éxito comercial moderado en los Estados Unidos, alcanzando el número 20 en la lista Billboard 200 la semana de su debut con ventas de 20 000 copias. El álbum obtuvo mejor rendimiento en la lista Billboard R&B/Hip-Hop Albums, en si logró alcanzar el número seis. Dance Again... The Hits tuvo rendimiento significativamente inferior en el Billboard 200 después de séptimo álbum de estudio de López, Love?, que alcanzó el puesto número 5, al igual que su anterior álbum recopilatorio J to tha L-O!: The Remixes (2002), que alcanzó el número 1 en dicha lista. En diciembre de 2012, Dance Again... The Hits es el segundo álbum de la realización más baja de López en el país, solo detrás de The Reel que alcanzó una posición de la lista de popularidad más baja en 2003, alcanzando el número 69. En Reino Unido, en la lista UK Albums Chart, Dance Again... The Hits debutó en el número 4 con unas ventas de 9 213 copias en su primera semana de lanzamiento, que coincide con la posición alta de su álbum J to tha L-O!: The Remixes en ese país.
Dance Again... The Hits obtuvo buen desempeño es la mayoría de mercados de la música, alcanzando el top 10 en catorce listas de popularidad nacionales, cinco de los cuales estaban en las primeras cinco posiciones. Su posición más alta vino de la lista de los álbumes de Canadá, donde el álbum alcanzó el número tres. El álbum alcanzó la misma posición en la lista de los álbumes Italia. Otros países donde el álbum a punto de conseguir una posición alto fue en España con el número 5. En Taiwán el número tres. República Checa número seis. Y Suiza número siete. En la lista de los álbumes de Australia, el álbum tuvo un desempeño comercial moderado, alcanzando número 20, su álbum recopilatorio anterior, J to tha L-O!: The Remixes, lograron una posición más alta de la serie 11. En América Latina, el álbum apareció en la lista de popularidad de México llamada Mexican Album chart, alcanzando un pico de número 10.

## Lista de canciones
| Edición estándar |                                                                        | |                                                               |          |  |
| N.º              | Título                                                                 | Escritor(es) | Productor(es)                                                 | Duración |  |
| 1.               | «Dance Again» (con Pitbull)                                            | RedOne, Enrique Iglesias, Bilal The Chef, AJ Junior, Pitbull | RedOne                                                        | 3:57     |  |
| 2.               | «Goin' In» (con Flo Rida)                                              | Joseph Ángel, Tramar Dillard, Jamahl Listenbee, David Quiñones, Coleridge Tillman, Warren Michael                                                                                    | GoonRock                                                      | 4:09     |  |
| 3.               | «I'm Into You» (con Lil Wayne)                                         | Taio Cruz, Mikkel S. Eriksen, Tor Erik Hermansen, Dwayne Cárter | Stargate                                                      | 3:20     |  |
| 4.               | «On the Floor» (con Pitbull)                                           | RedOne, Kinda Hamid, AJ Junior, Teddy Sky, Bilal The Chef, Pitbull, Gonzalo Hermosa, Ulises Hermosa                                                                                  | RedOne                                                        | 4:46     |  |
| 5.               | «Love Don't Cost a Thing»                                              | Damon Sharpe, Greg Lawson, Georgette Franklin, Jeremy Monroe, Amille Harris | Ric Wake (producción adicional por Richie Jones, Cory Rooney) | 3:43     |  |
| 6.               | «If You Had My Love»                                                   | Rodney Jerkins, Fred Jerkins III, LaShawn Daniels, Rooney | Jerkins                                                       | 4:25     |  |
| 7.               | «Waiting for Tonight»                                                  | María Christensen, Michael Garvin, Phil Temple | Wake, Jones, Dave Scheuer                                     | 4:06     |  |
| 8.               | «Get Right» (con Fabolous)                                             | Rich Harrison, James Brown, Usher Raymond, John Jackson | Harrison, Rooney                                              | 3:51     |  |
| 9.               | «Jenny From The Block (Track Masters Remix)» (con Styles P & Jadakiss) | Jennifer López, Troy Oliver, Andre Deyo, Samuel Barnes, Jean-Claude Olivier, José Fernando Arbex Miró, Lawrence Parker, Scott Sterling, Michael Oliver, David Styles, Jason Phillips | Oliver, Rooney, Poke and Tone                                 | 3:09     |  |
| 10.              | «I'm Real (Murder Remix)» (con Ja Rule)                                | López, Oliver, Rooney, L.E.S., Jeffrey Atkins, Irving Lorenzo, Rick James | Oliver, Rooney (remix por Irv Gotti, 7 Aurelius)              | 4:19     |  |
| 11.              | «Do It Well»                                                           | Ryan Tedder, Leonard Caston, Jr., Anita Poree, Frank Wilson | Tedder                                                        | 3:08     |  |
| 12.              | «Ain't It Funny (Murder Remix)» (con Ja Rule & Caddillac Tah)          | López, Rooney, Lorenzo, 7, Ja Rule, Caddillac Tah | Rooney, Dan Shea (remix por Gotti, 7)                         | 3:51     |  |
| 13.              | «Feelin' So Good (Remix)» (con Big Pun & Fat Joe)                      | Rooney, López, Christopher Ríos, Joseph Cartagena, Sean Combs, Steven Standard, George Logios                                                                                        | Combs                                                         | 5:25     |  |

| Edición especial con bonus tracks |                              |                                                                               |                               |          |  |
| N.º                               | Título                       | Escritor(es)                                                                  | Productor(s)                  | Duración |  |
| 14.                               | «All I Have» (con LL Cool J) | López, Makeba Riddick, Curtis Richardson, Ron G, Lisa Peters, William Jeffrey | Rooney, Ron G, Dave McPherson | 4:14     |  |
| 15.                               | «Qué Hiciste»                | Julio Reyes, Jimena Romero (letras), Marc Anthony (música)                    | Anthony, Reyes                | 4:57     |  |
| 16.                               | «Let's Get Loud»             | Emilio Estefan, Kike Santander                                                | Estefan, Santander            | 3:58     |  |

| Edición japonesa con bonus track |                                                    |          |  |
| N.º                              | Título                                             | Duración |  |
| 17.                              | «Dance Again (DJ Chus Iberican Mix)» (con Pitbull) | 4:17     |  |

| Deluxe edition DVD (videos musicales) |                                                               |          |  |
| N.º                                   | Título                                                        | Duración |  |
| 1.                                    | «Dance Again» (con Pitbull)                                   |          |  |
| 2.                                    | «On the Floor» (con Pitbull)                                  |          |  |
| 3.                                    | «Love Don't Cost a Thing»                                     |          |  |
| 4.                                    | «If You Had My Love»                                          |          |  |
| 5.                                    | «Waiting for Tonight»                                         |          |  |
| 6.                                    | «Get Right»                                                   |          |  |
| 7.                                    | «Jenny from the Block»                                        |          |  |
| 8.                                    | «I'm Real (Murder Remix)» (con Ja Rule)                       |          |  |
| 9.                                    | «Do It Well»                                                  |          |  |
| 10.                                   | «Ain't It Funny (Murder Remix)» (con Ja Rule y Caddillac Tah) |          |  |
| 11.                                   | «Feelin' So Good (Remix)» (con Big Pun y Fat Joe)             |          |  |

## Posicionamiento
| Listas (2012)                   | Posición |
| ------------------------------- | -------- |
| Australian Albums Chart         | 20       |
| Austrian Albums Chart           | 22       |
| Belgian Albums Chart (Flanders) | 9        |
| Belgian Albums Chart (Wallonia) | 10       |
| Canadian Albums Chart           | 3        |
| Czech Albums Chart              | 6        |
| Dutch Albums Chart              | 17       |
| Finnish Albums Chart            | 12       |
| French Albums Chart             | 12       |
| German Albums Chart             | 15       |
| Greek Albums Chart              | 53       |
| Hungarian Albums Chart          | 10       |
| Irish Albums Chart              | 10       |
| Italian Albums Chart            | 3        |
| Japanese Albums Chart           | 11       |
| Mexican Albums Chart            | 10       |
| New Zealand Albums Chart        | 12       |
| Polish Albums Chart             | 11       |
| Portuguese Albums Chart         | 10       |
| Scottish Albums Chart           | 8        |
| Spanish Albums Chart            | 5        |
| Swedish Albums Chart            | 44       |
| Swiss Albums Chart              | 7        |
| Taiwanese Western Albums Chart  | 3        |
| UK Albums Chart                 | 4        |
| UK R&B Albums Chart             | 4        |
| US Billboard 200                | 20       |
| US Billboard R&B/Hip-Hop Albums | 6        |

## Historial de lanzamientos
| País           | Fecha               | Formato(s)           | Sello                    | Edición(es)      |
| -------------- | ------------------- | -------------------- | ------------------------ | ---------------- |
| Alemania       | 20 de julio de 2012 | CD, descarga digital | Sony Music Entertainment | Estándar, deluxe |
| Canadá         | 24 de julio de 2012 | CD, descarga digital | Sony Music Entertainment | Estándar, deluxe |
| Reino Unido    | 24 de julio de 2012 | CD, descarga digital | Sony Music Entertainment | Estándar, deluxe |
| Estados Unidos | 24 de julio de 2012 | CD, descarga digital | Epic Records             | Deluxe.          |

## Créditos y personal
Los créditos de Dance Again... The Hits fueron tomados de Allmusic.
| - Josie Aiello - Coros - AJ joven - Compositor - Mert Alas - Fotografía - JD Andrew - Asistente - Justin Ángel - Coros - Jim Annunziato - Mezcla, Ingeniero Vocal - Chris Apóstol - Coordinación - Jeffrey Atkins - Compositor - Chris Avedon - Asistente - Chuck Bailey - Asistente - Samuel Barnes - Compositor - Tom Barney - Bass - David Barrett - Coordinación - Jane Barrett - Coros - Scotty Beatz - Ingeniero - Big Pun - Artista Destacado - Bilal El Chef - Compositor - Tim Herrero - Gestión - B-Money - Rascarse - Juan Bohorquez - Asistente - Aruek Borujow - Asistente - James Brown - Compositor - Al Burna - Ingeniero, Ingeniero Vocal - Michael "Banger" Cadahia - Ingeniero Vocal - Caddillac Tah - Compositor, destacado artista - Brian Calicchia - Asistente - Joe Cartagena - Compositor - Leonard Caston - Compositor - María Christiansen - Composer, Coros - Sean "Puffy" Combs - Compositor, Productor - LaShawn Daniels - Compositor - Danny D. - Gestión - T. Dillard - Compositor - Margret Dorn - Coros - Ashanti Douglas - Composer, Coros - De Tony Duran - Fotografía - Mikkel S. Eriksen - Ingeniero, Compositor, Instrumentación - Artista Destacado - Fabolous - Anthony Falcone - Asistente - Fat Joe - Artista Destacado - José Fernando - Compositor - Alfred Figueroa - Asistente - Flo Rida - Artista Destacado - Georgette Franklin - Compositor - Elizabeth Gallardo - Asistente - Michael Garvin - Compositor - Alessandro Giulini - Acordeón - Jay Goin - Asistente - Larry Gold - Arreglista, Director de orquesta - Gomillion - Fotografía - GoonRock - Mezcla, Productor - Irv Gotti - Mezcla, Productor - Franklyn subvención - Ingeniero - Josh Gudwin - Ingeniero, Ingeniero Vocal - Kuk Harrell - Producer, Arrangement Vocal, Edición Vocal, Ingeniero Vocal, Productor Voz, Coros - Shawnyette Harrell - Coros - Amille D. Harris - Compositor - Rich Harrison - Compositor, Productor - Alexei Hay - Fotografía - Tor Erik Hermansen - Compositor, Instrumentación - G. Hermosa - Compositor - Dan Hetzel - Ingeniero, Mezcla - Jean-Marie Horvat - Mezcla - Enrique Iglesias - Compositor - Ja Rule - Artista Destacado - John Jackson - Compositor - Jadakiss - Artista Destacado - Rick James - Compositor - Jim Janik - Mezcla - Fred "Tío Freddie" Jerkins III - Compositor - Rodney Jerkins - Compositor, Productor | - Richie Jones - Arranger, Batería, Percusión, Combinar, Productor, Programación, remezcla - Jennifer Karr - Coros - Peter Wade Keusch - Ingeniero - Eric Kupper - Teclados - David Kutch - Mastering - LES - Compositor - Greg Lawson - Arreglista, Compositor - Damien Lewis - Asistente de Ingeniero, Ingeniero - Lil Jon - Voz - Lil Wayne - Artista Destacado - Jennifer López - Compositor, Productor Ejecutivo, Artista Principal - Irving Lorenzo - Compositor - Peter Mack - Asistente - Bill Makina - Programación - Manny Marroquin - Mezcla - Ronald L. Martínez - Asistente - De Tony Maserati - Asistente - Milwaukee Buck - Ingeniero - Chieli Minucci - Guitarra - Arbex Miro - Compositor - Sr. Deyo - Compositor - Jeremy Monroe - Compositor - Kenny Moran - Mezcla - Trevor Muzzy - Ingeniero, mezcla, edición Vocal - Michael Oliver - Compositor - Troy Oliver - Compositor, programación de batería, Productor - Jean Claude Olivier - Compositor - Jeanette Olsson - Coros - Chris "Tek" O'Ryan - Ingeniero, Edición Vocal - Marty Osterer - Bass - Lawrence Parker - Compositor - Julián Peploe - Dirección artística, Diseño - Wendy Peterson - Coros - Jason Phillips - Compositor - Marcus Piggott - Fotografía - Pitbull - Compositor, destacado artista - Empuje y Tone - Producer - Anita Poree - Compositor - Príncipe Carlos - Ingeniero, Mezcla - Rita Quintero - Coros - Natasha Ramos - Coros - Usher Raymond - Compositor - RedOne - Compositor, Ingeniero, Instrumentación, Productor, Programación, Arreglo Vocal, *Edición Vocal, Productor Vocal - Julio Reyes - Ingeniero - Christopher Ríos - Compositor - Cory Rooney - compositor, ingeniero, productor ejecutivo, productor, remezcla - Marc Russell - Asistente de producción - David Scheuer - Arranger, Ingeniero, Productor - Damon Sharpe - Compositor - Peluche Sky - Compositor - Brian Springer - Ingeniero, Mezcla - Steve estándar - Compositor - Stargate - Producer - Scott, Sterling - Compositor - Styles P - Artista Destacado - David Styles - Compositor - Bruce Swedien - Ingeniero - David Swope - Ingeniero - Phil Tan - Mezcla - Ryan Tedder - Compositor, Ingeniero, Productor - Phil Temple - Compositor - Michael Thompson - Fotografía - Jimmy Thornfeldt - Unknown Colaborador Papel - C. Tillman - Compositor - Ric Wake - Arreglista, Productor - Miles Walker - Ingeniero - Robb Williams - Asistente de Ingeniero - Frank Wilson - Compositor - Thomas R. Yezzi - Ingeniero |